# Джонні Маккріді
Джонні Маккріді (англ. Johnny McCreedy, 23 березня 1911, Вінніпег — 7 грудня 1979, Торонто) — канадський хокеїст, що грав на позиції крайнього нападника.

## Ігрова кар'єра
Професійну хокейну кар'єру розпочав 1934 року.
Усю професійну клубну ігрову кар'єру, що тривала 12 років, провів, захищаючи кольори команд здебільшого аматорських ліг, а також два сезони відіграв за клуб НХЛ «Торонто Мейпл-Ліфс».

## Досягнення
- Володар Кубка Стенлі в складі «Торонто Мейпл-Ліфс» — 1942, 1945.

## Статистика

### Статистика НХЛ
| Сезон        | Клуб               | Ліга         | Регулярний сезон | Регулярний сезон | Регулярний сезон | Регулярний сезон | Регулярний сезон | Плей-оф | Плей-оф | Плей-оф | Плей-оф | Плей-оф |
| Сезон        | Клуб               | Ліга         | І                | Г                | П                | О                | ШХ               | І       | Г       | П       | О       | ШХ      |
| ------------ | ------------------ | ------------ | ---------------- | ---------------- | ---------------- | ---------------- | ---------------- | ------- | ------- | ------- | ------- | ------- |
| 1941–42      | Торонто Мейпл-Ліфс | НХЛ          | 47               | 15               | 8                | 23               | 14               | 13      | 4       | 3       | 7       | 6       |
| 1944–45      | Торонто Мейпл-Ліфс | НХЛ          | 17               | 2                | 4                | 6                | 11               | 8       | 0       | 0       | 0       | 10      |
| Усього в НХЛ | Усього в НХЛ       | Усього в НХЛ | 64               | 17               | 20               | 37               | 8                | 8       | 11      | 1       | 12      | 4       |

### Збірна
| Рік                | Команда            | Турнір             | Місце              | І | Г | П | О | ШХ |
| ------------------ | ------------------ | ------------------ | ------------------ | - | - | - | - | -- |
| 1939               | Канада             | ЧС                 | 1                  | 7 | 3 | 6 | 9 | 0  |
| Національна збірна | Національна збірна | Національна збірна | Національна збірна | 7 | 3 | 6 | 9 | 0  |